# Ordine militare di Sant'Enrico
L'ordine militare di Sant'Enrico (in tedesco: Militär-St. Heinrichs-Orden) fu un ordine militare del Regno di Sassonia, stato membro del Sacro Romano Impero e poi dell'Impero di Germania. L'ordine era il più antico tra quelli militari dell'impero. Esso venne fondato il 7 ottobre 1736 da Augusto III di Polonia, principe elettore di Sassonia. L'ordine cadde definitivamente in disuso dopo il crollo dell'Impero al termine della prima guerra mondiale nel 1918.

## Classi
L'ordine disponeva di quattro classi fondamentali di merito:
- cavaliere di gran croce (Großkreuz)
- commendatore di I classe
- commendatore di II classe
- cavaliere
- medaglia d'oro
- medaglia d'argento

Solitamente la gran croce veniva assegnata a monarchi stranieri o ai più alti e meritevoli comandanti dell'esercito sassone, i commendatori di I classe erano solitamente i generali più anziani dell'esercito mentre quelli di II classe erano gli ufficiali maggiori. Nel corso della prima guerra mondiale, vi erano 12 decorati con la gran croce, 14 commendatori di I Classe, 153 commendatori di II classe e 2.728 cavalieri Ciascun grado era propedeutico al superiore.

## Insegne
- La medaglia dell'ordine era costituita da una croce maltese d'oro smaltata di bianco. Attorno al medaglione centrale si trovava un anello smaltato di blu col motto "FRIDR•AUG•D•G•REX•SAX•INSTAURAVIT" a diritto e con il motto  "VIRTUTI IN BELLO" ("Coraggio in guerra") al retro. Sul davanti, il medaglione portava dipinto un ritratto di Sant'Enrico, ultimo imperatore sassone. Sul rovescio, il medaglione portava indicato lo stemma della Sassonia.[2] Per le medaglie d'oro e d'argento il disegno era il medesimo ma senza smalti.
- La placca dell'ordine, portata dalle gran croci e dai commendatori di I classe, consisteva in una stella a otto punte con un medaglione centrale più grande, riportante il ritratto di Sant'Enrico, ma con la scritta "VIRTUTI IN BELLO" sul fronte.[3]
- Il nastro dell'ordine era azzurro con una striscia gialla per ciascuna parte.

La croce di cavaliere era portata sul lato sinistro del petto. La croce di commendatore veniva appesa al collo attraverso un nastro e le si abbinava la medaglia sul lato sinistro del petto, mentre i commendatori di I classe vi portavano abbinata anche una piccola placca sempre sul lato sinistro del petto. La gran croce veniva portata sulla fascia che aveva origine dalla spalla destra al fianco sinistro dell'insignito, oltre a godere del privilegio di portare una placca di maggiori dimensioni sul petto.

## Insigniti notabili

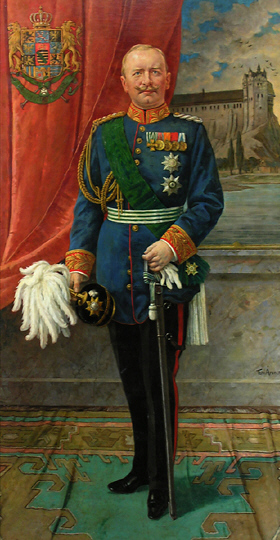
Re Federico Augusto III di Sassonia, indossante la placca dell'ordine di Sant'Enrico sul lato sinistro del petto.

- Otto von Below
- Eduard von Böhm-Ermolli
- Dietrich von Choltitz
- Hermann von Eichhorn
- Karl von Einem
- Erich von Falkenhayn
- Max von Gallwitz
- Max Hoffmann
- Paul von Hindenburg
- Adolf Wild von Hohenborn
- Oskar von Hutier
- Max Immelmann
- Alexander von Linsingen
- Friedrich von Loßberg
- Erich Ludendorff
- August von Mackensen
- Karl August Nerger
- Manfred von Richthofen
- Friedrich Sixt von Armin
- Remus von Woyrsch
- Jean Lannes

## Fonti
- Artur Baumgarten-Crusius, bearb., Sachsen in grosser Zeit (1919)
- Neal O'Connor, Aviation Awards of Imperial Germany in World War I and the Men Who Earned Them: Volume III - The Aviation Awards of the Kingdom of Saxony (1993).
- Dr. Kurt-Gerhard Klietmann, Pour le Mérite und Tapferkeitsmedaille (1966).
- Website on the Decorations of the Kingdom of Saxony
- Website on Sachsens-Orden